# Kevin Conroy
Kevin Conroy (30. listopadu 1955 – 10. listopadu 2022) byl americký divadelní, televizní a hlasový herec, známý především pro propůjčení svého hlasu postavě Batmana v animovaných seriálech a filmech na motivy DC Comics po dobu 30 let. Role netopýřího muže se zhostil poprvé v seriálu Batman: The Animated Series z let 1992–95, načež postavu daboval ve všech ostatních sedmi seriálech z vesmíru DC Animated Universe a poté také v řadě animovaných filmů DC Universe Original Animated Movies a v sérii videoher ze série Batman: Arkham. 

## Život
Conroy se narodil 30. listopadu 1955 ve Westbury v New Yorku, v jedenácti letech se pak přestěhoval do Westpotu ve státě Connecticut. Vyrůstal se třemi dalšími sourozenci. Jeho otec byl alkoholik, který se jednou, když byl Conroy ve škole, pokusil o sebevraždu. Jeden z Conroyových sourozenců trpěl schizofrenií. Kvůli stresu a napětí v rodině zažíval Conroy v mládí záchvaty, podobné epileptickým. Po většinu života se držel od svého otce dále, počínaje posledním rokem střední školy, a sblížil se s ním až krátce před otcovou smrtí.
V roce 1973 se znovu přestěhoval do New Yorku, kde začal navštěvovat Juilliard School coby student herectví. Jeho učitelem byl John Houseman. Conroy žil na koleji s Robinem Williamsem, ve stejné skupině s nimi na škole byl i Kelsey Grammer, a ve stejnou dobu školu studoval též Christopher Reeve, který byl pak ke konci desetiletí obsazen do role Supermana.
Conroy dostudoval v roce 1978, a začal hrát pro Housemanovu společnost The Acting Company. Roku 1979 vystupoval v divadelní hře Deathtrap spolu s shakespearovským hercem Brianem Bedfordem, se kterým se při úvodním představení dostal do bitky, o níž si však diváci mysleli, že byla součástí hry.
V roce 1980 se Conroy přestěhoval do Kalifornie s cílem dostat se do televizního a filmového průmyslu. Během 80. let, kdy v USA řádila epidemie AIDS, navštěvoval mnoho pohřbů přátel, a z tohoto důvodu cítil povinnost ztvárnit v seriálu Eastern Standard postavu televizního producenta tajně žijícího s onemocněním HIV.
Dále v 80. letech vystupoval v televizním filmu Covenant a v seriálu Search for Tomorrow. V seriálu Dynasty hrál v letech 1985 a 1986 gay právníka, a v roce 1987 hrál jednu z hlavních postav v seriálu Ohara. Objevil se také v epizodě sitcomu Murphy Brown.

### Batman a dabérství
V roce 1991 se Conroy setkal s Brucem Timmem, Paulem Dinim a Andreou Romano na konkursu pro roli Bruce Wayna/Batmana v tehdy připravovaném animovaném seriálu Batman: The Animated Series. Timm, Dini a Romano se setkali se stovkami herců, a všechny postavy pro první řadu seriálu již byly obsazeny, kromě role Batmana. Conroy chtěl hrát roli detektiva Harveyho Bullocka, do které byl však obsazen Robert Costanzo, vybrán byl však pro hlavní roli díky své schopnosti mluvit hlubokým, bolestí prorostlým hlasem. Conroy později v autobiografickém komiksu Finding Batman, vydaném v roce 2022 v rámci komiksu DC Pride #2 odhalil, že tento hlas se v jeho hlavě zrodil poté, co pomyslel na své těžké dětství a na život neustálého odmítání a šikany, které se mu dostávalo coby gay muži. Role Batmana mu zůstala, vrátil se do ní i v dalších projektech z DC Animated Universe, jmenovitě v Superman: The Animated Series, The New Batman Adventures, Batman Beyond, The Zeta Project, Static Shock, Justice League a Justice League Unlimited. Zopakoval si ji též v animovaných filmech z tohoto universa: Batman: Mask of the Phantasm (1993), Batman & Mr. Freeze: SubZero (1997), Batman Beyond: Return of the Joker (2000) a Batman: Mystery of the Batwoman (2003). 
V roce 2008 daboval Batmana v animovaném filmu Batman: Gotham Knight z universa trilogie Temný rytíř režiséra Christophera Nolana, v letech 2009 a 2010 pak v animovaných filmech Superman/Batman: Public Enemies a Superman/Batman: Apocalypse, a v roce 2012 ve snímku Justice League Doom. Ve filmu Batman vs. Robin (2015), ve kterém se role Batmana zhostil Jason O'Mara, se Conroy vrátil do role postavy Thomase Wayna, kterou ztvárnil i v epizodě Batman: The Animated Series s názvem Perchance to Dream. V epizodě animované série The Batman, ve které roli netopýřího muže zvtvárnil Rino Romano, si Conroy zahrál Johna Graysona, otce prvního Robina.
Ve videohrách daboval Batmana již od roku 1994, počínaje Saga hrou The Adventures of Batman & Robin, slávu mu však přinesl dabing postavy v sérii Batman: Arkham, sestávající z her Batman: Arkham Asylum (2009), Batman: Arkham City (2011) a Batman: Arkham Knight (2015). V roce 2014 si roli zopakoval v animovaném filmu Batman: Assault on Arkham, který je součástí arkhamovského universa. Poslední videohrou, ve které Batmana ztvárnil, je arkhamovský spin-off Suicide Squad: Kill the Justice League z roku 2024, vydaný po Conroyově smrti.
V letech 2016 až 2018 daboval Batmana v animované sérii Justice League Action.
V roce 2019 se objevil v epizodě hraného seriálu Batwoman v rámci crossoveru Crisis on Infinite Earths. V ní hrál verzi Bruce Wayna z paralelního vesmíru, v němž Batman zabil Supermana.
K jeho dalším významným dabérským rolím patří Captain Sunshine v satirickém animovaném seriálu The Venture Brothers (2009 a 2013), Mer-Man v epizodě Masters of the Universe: Revelation (2021) a Hordak v jednom dílu He-Man and the Masters of the Universe (2022).
Naposledy se v roli Batmana objevil v animovaném snímku Justice League: Crisis on Infinite Earths - Part Three vydaném v červenci 2024, jenž byl zakončením vesmíru Tomorrowverse, jako verze netopýřího muže z DC Animated Universe.